# Voy por el sueño de muchos
Voy por el sueño de muchos es el nombre del primer álbum de estudio del rapero mexicano C-Kan. El álbum fue lanzado el 11 de diciembre de 2012 por Mastered Trax Latino.

## Lista de canciones
| N.º | Título | Productor(es) | Duración |  |
| 1.  | «Intro (somos de barrio)»                                                                                             | DJ Maxo       | 2:07     |  |
| 2.  | «Somos De Barrio (Remix)» (feat. Togwy)                                                                               | DJ Maxo       | 3:12     |  |
| 3.  | «Voy Por El Sueño De Muchos» (feat. Zimple)                                                                           | DJ Maxo       | 5:10     |  |
| 4.  | «Donde Están?» | DJ Maxo       | 4:31     |  |
| 5.  | «Esta Vida Me Encanta» (feat. Zimple Ft Don Aero)                                                                     | DJ Maxo       | 5:10     |  |
| 6.  | «Cuando Era Niño» (feat. Zimple, Stylo)                                                                               | DJ Maxo       | 3:46     |  |
| 7.  | «La Vida No La Tienes Comprada» (feat. Zimple)                                                                        | DJ Maxo       | 4:20     |  |
| 8.  | «No Puedo Vivir Sin Verte»                                                                                            | DJ Maxo       | 4:02     |  |
| 9.  | «Quizás No» | DJ Maxo       | 4:26     |  |
| 10. | «Por Que Tu Dices Que Soy Yo» (feat. Julio Acosta)                                                                    | DJ Maxo       | 3:47     |  |
| 11. | «Sexy» (feat. Rigo Luna)                                                                                              | DJ Maxo       | 4:05     |  |
| 12. | «Disculpa» (feat. Don Kalavera)                                                                                       | DJ Maxo       | 5:05     |  |
| 13. | «Déjame Conocerte» | DJ Maxo       | 4:58     |  |
| 14. | «Vuelve» (feat. MC Davo)                                                                                              | DJ Maxo       | 2:51     |  |
| 15. | «Embotellado» (feat. Don Kalavera)                                                                                    | DJ Maxo       | 3:43     |  |
| 16. | «Nada Más» (feat. Santa RM)                                                                                           | DJ Maxo       | 3:58     |  |
| 17. | «Te Tienen Envidia» (feat. Zimple, Quetzal)                                                                           | DJ Maxo       | 4:50     |  |
| 18. | «Cuidado» (feat. Sanguinario la Pesadilla del Género)                                                                 | DJ Maxo       | 3:28     |  |
| 19. | «Ráfagas» (feat. Kapel, Zimple)                                                                                       | DJ Maxo       | 4:16     |  |
| 20. | «M.E.X.I.C.O.» | DJ Maxo       | 4:32     |  |
| 21. | «Ten La Tuya» | DJ Maxo       | 4:54     |  |
| 22. | «Esta Vida Me Encanta» (feat. MC Davo, Santa RM, Zimple, Big Metra, T-Killa, Don Aero, Dj Maxo TANKE, Smoky & Little) | DJ Maxo       | 7:51     |  |